# Itala Autoblinda Anfibio
Der Itala Autoblinda Anfibio war der Entwurf oder Prototyp eines italienischen Panzerspähwagens.

## Geschichte
Im Jahr 1929 wurde bei der Firma Fabbrica Automobili Itala in Turin ein schwimmfähiger Panzerspähwagen für die italienischen Streitkräfte entworfen. Photographien vom fertigen Fahrzeug gibt es nicht, sondern lediglich Zeichnungen. Es ist daher gut möglich, dass das projektierte Fahrzeug nie gebaut wurde. Wenn überhaupt, blieb es bei einem Prototyp, eine Einführung in die italienische oder eine andere Armee (möglicherweise lag der Entwicklung ein russischer Auftrag zugrunde) erfolgte nicht.

## Technische Details
Das Fahrzeug hatte einen luftgekühlten Sechszylindermotor mit 110 mm Bohrung und 160 mm Hub. Es war die Sechszylinder-Variante eines für einen mittleren LKW geplanten Vierzylindermotors mit der Bezeichnung 4 R.A. Aber auch dieser Vierzylindermotor blieb ein nicht in Serie gefertigter Prototyp.
Das Fahrzeug hatte keinen drehbaren Geschützturm, sondern nur einen geschlossenen Kampfraum. Die Bewaffnung bestand aus vier doppelläufigen Maschinengewehren, die in Kugelblenden im Kampfraum montiert waren und nach vorn, hinten, rechts und links schießen konnten. Die Panzerung sollte rundum 8 mm betragen.